# Silo de El Cuervo
El silo de El Cuervo es un antiguo silo de grano situado en el municipio español de Jerez de la Frontera, en la provincia de Cádiz. Se encuentra ubicado junto a la línea férrea Madrid-Cádiz.

## Historia
Su construcción respondió a una premeditada organización para el almacenamiento de cereal, dentro de la política implementada por el régimen franquista a través del Servicio Nacional del Trigo. El silo entró en servicio en 1968 y contaba con una capacidad de almacenamiento de 3.250 toneladas. Con posterioridad, la unidad pasaría a manos del Servicio Nacional de Cereales (SNC) en 1969 y, dos años después, del Servicio Nacional de Productos Agrarios (SENPA).

## Características
Se trata de un silo del tipo D, tipología que predominó en la Red Nacional de Silos y Graneros debido a su bajo coste de construcción y su funcionalidad. Su estructura está levantada en hormigón armado y está compuesto por una serie de celdas cuadradas realizadas en bloque armado. En términos generales, los silos de este tipo suelen tener una altura máxima de 28 metros.